# San Rafael del Norte
San Rafael del Norte é um município da Nicarágua, situado no departamento de Jinotega. Tem 233 km² de área e sua população em 2020 foi estimada em 22.778 habitantes.